# 鮎川りな
鮎川 りな（あゆかわ りな、1981年12月27日 - ）は、日本のファッションモデル。新宿歌舞伎町のキャバクラ嬢。『小悪魔ageha』の専属モデル（2013年まで）。
東京都に出生。一部プロフィールで出身地を兵庫県とするものがある。元六本木フェローズ所属。現在の所属はRISE。

## 来歴

### テレビ番組
テレビ朝日のバラエティ番組『ロンドンハーツ』で2003年頃に放送されていた企画「被害者の会」の初代魔性の女“りな”として4回出演した。彼女が番組内で発した「謝って!」という言葉が特に有名である。これが実質的なテレビ番組デビューである。その後、KTV『ナンボDEなんぼ』で初のレギュラー番組出演を果たす。その他、サンテレビ『ぐっじょぶ』などにも出演した。

### モデル
ファッション雑誌『小悪魔ageha』に創刊時から2013年まで7年半にわたって登場。ファッション・美容関連のプロデュースも手がける。

### 歌手
2008年12月24日、雑誌『小悪魔ageha』をフィーチャーしたコンピレーションアルバム『小悪魔magic』に収録されている『いつかのメリークリスマス』を同雑誌専属モデルのねむとともに歌っている。

### 私生活
2016年に結婚を発表。

## 出演

### テレビ番組
レギュラー
- ナンボDEなんぼ（関西テレビ）
- ぐっじょぶ（サンテレビ）

不定期
- ロンドンハーツ「被害者の会」（テレビ朝日、2003年 - 2004年）
- 日本BS放送 「大人の自由時間」 (2008年12月 - 2009年１月)

### テレビドラマ
- 闇金ウシジマくん（毎日放送、2010年11月16日）

### 雑誌
- 小悪魔ageha（インフォレスト）専属モデル
- Snip Style（コワフュール・ド・パリ・ジャポン）

## ディスコグラフィ
- 小悪魔magic「いつかのメリークリスマス」（ビクター、2008年12月24日）